# Society of Malawi, Historical and Scientific
A Society of Malawi, Historical and Scientific é uma organização sem fins lucrativos criada em 1946, como a Sociedade de Niassalândia. Mudou de nome depois que o Maláui conquistou a independência em 1964. A sociedade tem como objetivo promover o interesse em assuntos literários, históricos e científicos, descobrir e registrar fatos e informações sobre o Maláui. Também adquire livros relacionados ao Maláui. O patrono da biblioteca é sempre o presidente do Maláui, sendo o atual Peter Mutharika

## Programas
A sociedade publica um diário duas vezes por ano. O jornal, chamado The Society of Malawi Journal desde 1965, e anteriormente The Nyasaland Journal, é editado por David Stuart-Mogg e Colin Baker. Stuart-Mogg é um historiador amador enquanto Baker contribui para o periódico desde a década de 1950 e é um de seus editores desde 1989.
Também possui uma biblioteca de referência e arquivos localizados na histórica Mandala House, o edifício mais antigo do Maláui em Blantire, construído em 1882. A biblioteca é aberta ao público e aos membros da sociedade.

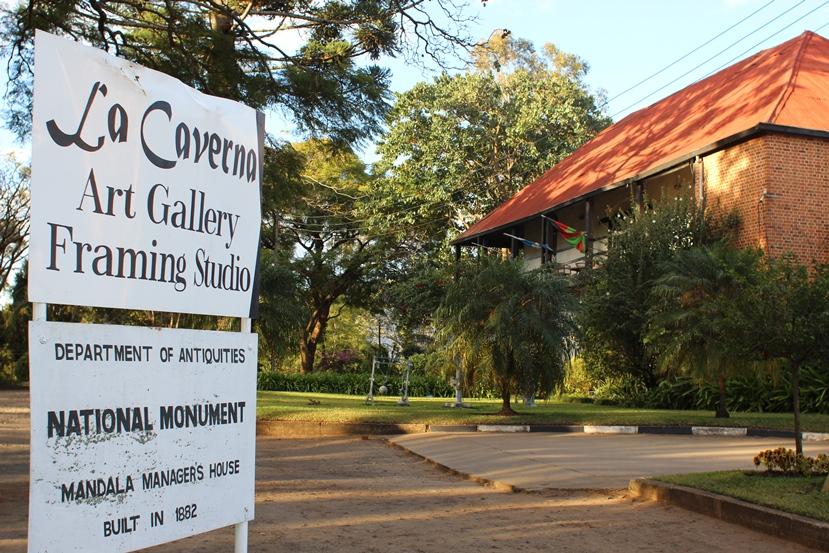
Mandala Manager's House, o edifício mais antigo do Maláui

## Museu dos Transportes do Heritage Center, Blantire
A sociedade também administra um museu de transporte, localizado no Heritage Center em Limbe, em terras concedidas pelas ferrovias do Maláui, com a condição de que a história do transporte no Maláui seja preservada, com ênfase no papel das ferrovias na abertura de Niassalândia, um país sem litoral, para o mar. As exposições no museu cobrem o período de 1867 a 1996 e incluem fotografias, artefatos e outros itens de interesse com legendas completas.

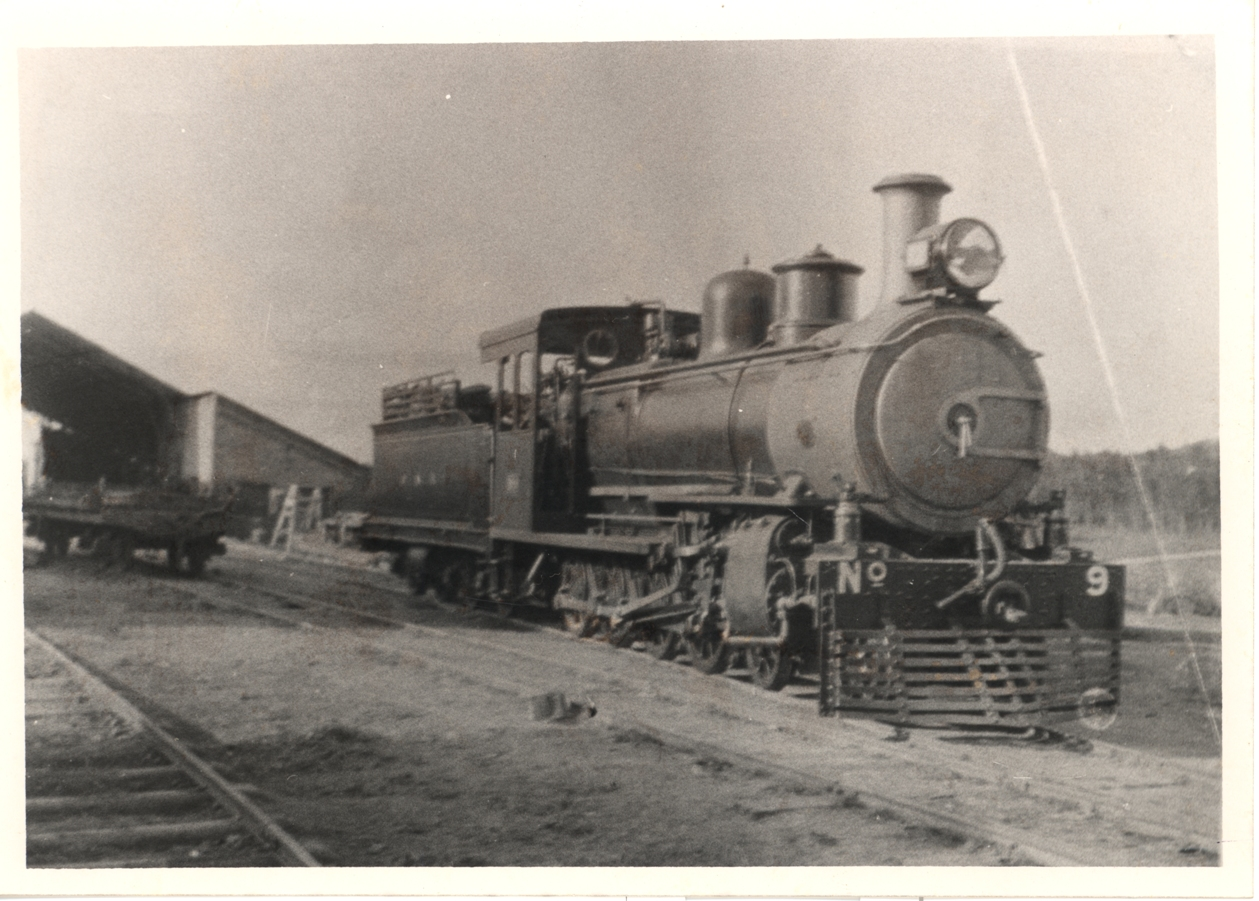
Locomotiva Número 9 em Limbe, maio de 1924